# Ванеев, Владимир Борисович
Владимир Борисович Ванеев (род. 1962 или 2 сентября 1957, Объячево, Коми АССР) — советский и российский певец (бас). Народный артист Российской Федерации (2008). Лауреат Государственной премии Российской Федерации (1999). Солист Государственного академического Малого театра оперы и балета им. М. П. Мусоргского (1986—1997) и солист Мариинского театра (с 1997).

## Биография

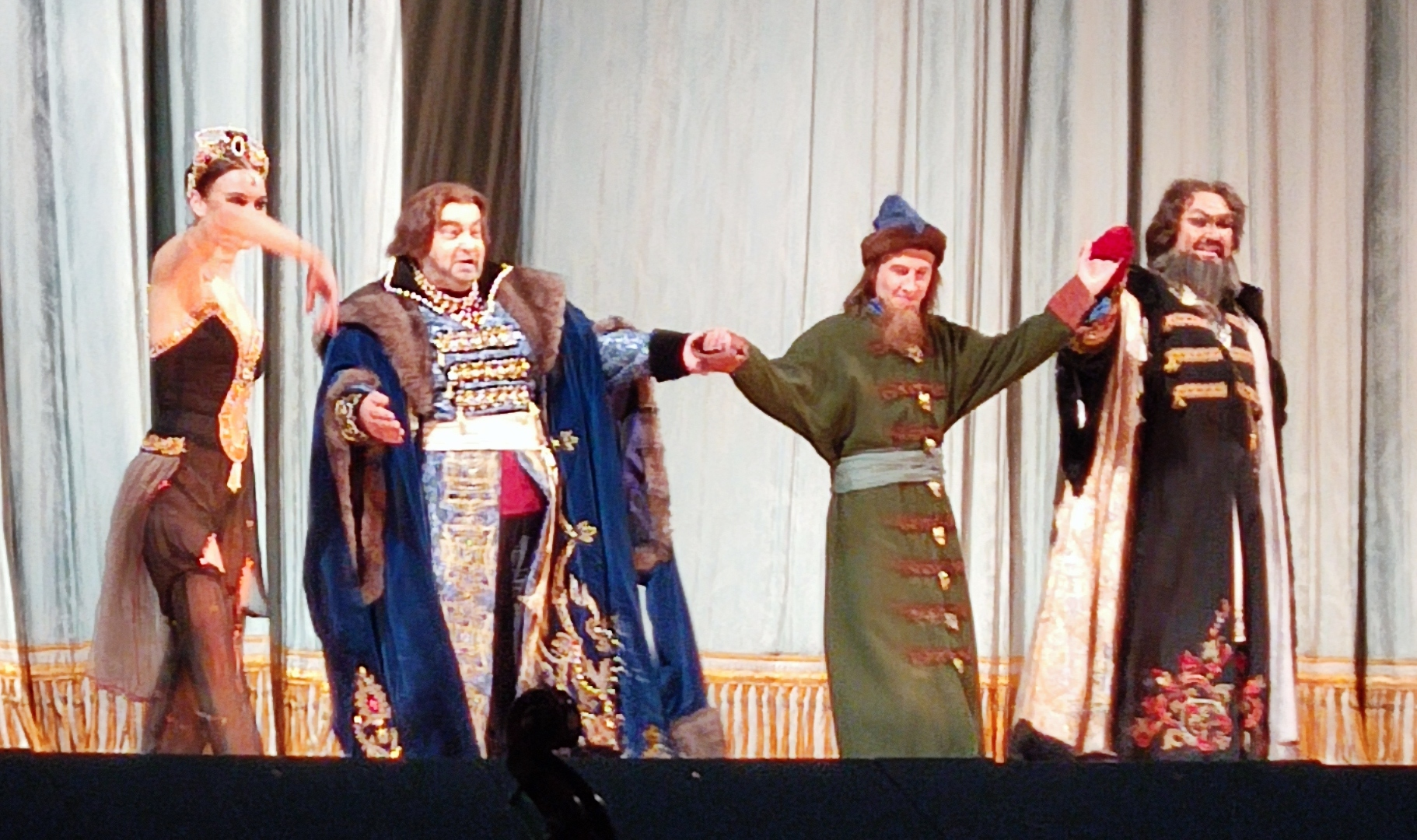
В роли Ивана Хованского (на фото справа)

Владимир Ванеев родился 2 сентября 1957 года в селе Объячево Прилузского района Республики Коми. В детстве стал обучаться в музыкальной студии, которую организовал энтузиаст, молодой композитор Александр Горчаков. Здесь научился играть саксофоне, освоил азы грамоты. Окончив школу в 1974 году, втайне от родителей вместо поступления в Горно-нефтяной институт подал документы и был зачислен в музыкальное училище на отделение контрабаса. Через год был переведён на вокальное отделение. В 1981 году стал студентом Нижегородской консерватории, обучение проходил в классе заведующего кафедрой Андрея Михайловича Седова.
Уже на втором курсе обучения в консерватории Ванеев начал работать в Горьковском театре оперы и балета. В 1985 году, на четвёртом курсе, стал ведущим артистом оперы в Республиканском театре оперы и балета в Сыктывкаре.
По окончании обучения, в 1986 году, Ванеев получил приглашение работать в Государственном академическом Малом театре оперы и балета им. М. П. Мусоргского. Исполнял партии Галицкого, Кончака («Князь Игорь»), Досифея («Хованщина»), короля Рене («Иоланта»), Гремина («Евгений Онегин»), Монтероне, Филиппа II и Инквизитора («Дон Карлос»), Спарафучиле («Риголетто»).
В 1987 году стал лауреатом II премии конкурса вокалистов в Перми, а в 1990 году лауреатом III премии престижного конкурса «Вердиевские голоса» в Италии и II премии Парижского конкурса вокалистов. В 1993 году получил гран-при конкурса имени Ф. И. Шаляпина в Казани. В 1996 году указом президента удостоен звания «Заслуженный артист Российской федерации».
В 1997 году перешёл работать солистом в Мариинский театр. Под руководством Валерия Гергиева исполнил большую часть ведущих басовых партий, с гастролями посетил множество известных театральных оперных площадок мира, участвовал в записи целого ряда компакт-дисков с классическими произведениями. Среди его знаковых выступлений — Борис Тимофеевич («Катерина Измайлова» Дмитрия Шостаковича), Борис Годунов и Досифей («Борис Годунов» и «Хованщина» Модеста Мусоргского), Король Филипп и Фиеско («Дон Карлос» и «Симон Бокканегра» Джузеппе Верди), Король Рене («Иоланта» П. И. Чайковского) и многие другие. В 1999 году был удостоен Государственной премии Российской Федерации.
В 2006 году начал преподавательскую деятельность в Санкт-Петербургской консерватории. Кроме того, работает преподавателем на кафедре сольного пения в университете имени Герцена. Постоянно принимает участие в жюри вокальных конкурсов. В городах страны проводит мастер-классы по вокальному искусству. 11 марта 2008 года в соответствии с указом президента Российской Федерации удостоен звания «Народный артист Российской Федерации».
С 2015 года работает в Международной академии музыки Елены Образцовой, где преподаёт вокально-театральное мастерство, и является заместителем художественного руководителя.
Ванеев живёт в Санкт-Петербурге. Он женат, воспитал двух дочерей Марину и Ирину.

## Награды и звания
- 1987 — Лауреат II премии конкурса вокалистов в Перми.
- 1990 — Лауреат III премии и премии лучшему басу конкурса «Вердиевские голоса» в Италии.
- 1990 — Лауреат II премии конкурса вокалистов в Париже.
- 1993 — Лауреат конкурса им. Ф. И. Шаляпина в Казани (Гран-при).
- 1996 — Заслуженный артист Российской Федерации.
- 1999 — Государственная премия Российской Федерации.
- 2008 — Народный артист Российской Федерации.